# Llei gal·lesa

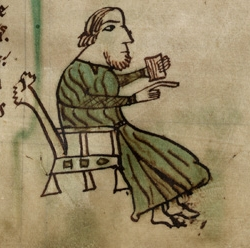
Dibuix d'un jutge del manuscrit Peniarth 28

El Dret gal·lés o Llei gal·lesa (en gal·lés Cyfraith Hywel) fou el sistema jurídic utilitzat a Gal·les abans del s. XVI. Segons la tradició fou Hywel Dda (Hywel el Bo) el primer que el va codificar durant el període de l'any 942 i el 950, mentre regnà sobre la major part de Gal·les; per això se sol denominar Cyfraith Hywel, la Llei de Hywel, en gal·lés. La tradició indica que Hywel adaptà lleis existents i alguns elements probablement molt antics, amb fragments semblants de les Lleis Brehon d'Irlanda (un conjunt de lleis celtes). Els manuscrits més antics que ens han arribat es remunten a començaments o meitat del segle xiii. La llei es va revisar de manera contínua, a vegades pels governants però en general pels juristes, per això no és correcte assumir que, per exemple, certes regulacions d'un manuscrit del segle xiii de la llei siguen evidència del sistema legal fet servir durant el segle x. El sistema legal gal·lés fou assimilat per l'anglés amb les Lleis en les Actes de Gal·les, promulgades entre 1535 i 1542 per Enric VIII d'Anglaterra.

## Resum
Aquestes lleis inclouen les "lleis de la cort", que establien les obligacions i drets del rei i dels oficials de la cort; i les "lleis del país", que tracten sobre tota la resta de temes. En algunes versions, una mica del material de les lleis del país es divideix en el Llibre de prova de la justícia, que tracta sobre homicidi, robatori i el valor dels animals salvatges i domèstics, entre altres afers. Dins de cada secció, hi ha paràgrafs de longitud variable que tracten sobre temes variats, com ara la llei sobre les dones i la llei dels contractes. La llei civil difereix de la majoria d'altres codis legals, ja que estableix que si mor el propietari d'un terreny, s'ha de repartir en parts iguals entre els seus fills, tant legítims com il·legítims. Això era un tema de conflicte amb l'Església, ja que sota el dret canònic els fills il·legítims no podien heretar.
Quan un cas es duia davant la cort, el mètode que s'emprava per prendre una decisió era en general el de la compurgació. En aquest sistema la persona acusada o les parts en una disputa donen la seua versió dels fets sota jurament, i després han de trobar un cert nombre de persones que afirmen sota jurament que es pot confiar en el jurament de la part jutjada. La quantitat de compurgadors requerida depenia de la naturalesa del cas. El jutge després prenia una decisió. Només per a un nombre molt reduït de crims el càstig era la pena de mort. En general l'homicidi era penalitzat amb el pagament d'una compensació a la família de la víctima, mentre que el robatori podia ser penat amb la mort si era robatori amb mort i el lladre era capturat amb els béns robats; el valor dels béns robats havia de ser superior a quatre penics. La majoria de les altres ofenses es castigaven amb una multa.
La llei gal·lesa s'aplicà a Gal·les fins a la mort de Llewelyn II al 1282 i l'Estatut de Rhudlan de 1284 que reemplaçà la llei criminal de Gal·les pel Dret d'Anglaterra. La llei gal·lesa es continuà aplicant en casos civils fins que Gal·les fou assimilada per Anglaterra al s. XVI.